# جيا خان
جيا خان (الهندية: जीया ख़ान، الأوردو: جيا خان)، من مواليد 20 فبراير 1988، كانت ممثلة هندية ظهرت في العديد من أفلام بوليوود.
أعلنت الشرطة الهندية يوم الثلاثاء 5 يونيو 2013 أنها عثرت على الممثلة الهندية جيا خان (25 عاما) مشنوقة في شقتها نحو منتصف الليل. وقد رجحت الشرطة فرضية انتحار الممثلة الشابة.

## الحياة الشخصية
ولدت في نيويورك وتربت في تشلسي، لندن، جيا خان هي ابنة علي ريزفى خان، أمريكية من اصل هندى، وربيعة أمين، ممثلة هندية من الثمانينات من أغرا، أوتار براديش، الهند، وتذكر في دولها بيكتا هاى لطاهر حسين. خان لديها اثنين من الأخوات الأصغر سناً. اسمها الأصلى نفيسة، لكنها غيرته إلى جيا بعد فيلم جيا. لانجلينا جولي.
تدربت خان في الأوبرا، وتعلمت العزف على البيانو. ويمكنها رقص السالسا و Lambada وسامبا ووKathak.

## التعليم
أنهت خان مستويات تعليمها في دراسات السينما والأدب في لندن. ودرست أيضا في لي ستراسبرغ العالي للفنون المسرحية في نيويورك، لكنها انسحبت عند تلقيها عرض فيلم من مومباي.

## حياتها الوظيفية
كان لأول مرة في موكيش بهات تومسا ناهين دخا، ولكنها انسحبت عندما شعرت أن الدور كبير عليها جدا في الوقت الحالى نظراً لسنها، وعلى الفور تم استبدالها بديا ميرزا. بعد ذلك بعامين في عام 2006، ظهرت لأول مرة في نيشباد، حيث قامت بالتمثيل أمام اميتاب باتشان. تم إنتاج الفيلم عام 2007, وردود الفعل كانت متباينة، غير أنه تم الانتباه إلى ثقتها، واتجاهها، وجاذبيتها. كما أنها حصلت على «أفضل فيلمفير للمبتدئين» نتيجة لمهارتها في التمثيل.
ظهرت مع عامر خان في ميرجادوسيز غاجيني، في إعادة لتمثيل فيلم يحمل نفس الاسم التاميل.
تم ترشيحها لتمثيل جزئ من فبلم «ياهو» لكين غوش مع شهيد كابور، ولكن استعيض عنها بجينيليا ديسوزا. على الرغم من هذا، UTV صور متحركة (التي دعمت «ياهو») قامت بتوقبع عقد معها لمدة سنتين، فيلم الصفقة؛ وغاجيني منتج مادو Mantena وقع معها لثلاث أفلام بعد ذلك بوقت قصير.

## وفاة جيا خان
توفت جيا خان في منزلها يوم الثلاثاء، 4 يونيو/ حزيران 2013 بمدينة مومباي الهندية. عثر على جثة نجمة بوليوود، الممثلة الهندية، جيا خان، داخل منزلها في مومباي، في ما يُعتقد أنّه انتحار نتيجة الشعور بالإحباط. أفادت وسائل إعلام أنّ جيا خان شنقت نفسها بعد فترة من شعورها بالإحباط بسبب مشاكل شخصيّة في حياتها. سيتم تشريح جثة نجمة فيلم «نيشباد» للتحقّق من أسباب الوفاة، فيما لم يتمّ العثور على رسالة انتحار.

## قائمة أفلامها
| العام | التدخين في الأفلام  | الدور     | ملاحظات                                      |
| ----- | ------------------- | --------- | -------------------------------------------- |
| 2007. | Nishabd             | وقال جيا  | رشح، جائزة فيلمفلير لأفضل ظهور انثى لأول مرة |
| 2008. | غاجيني              | سونيتا    |                                              |
| 2009  | Housefull           | سونيا     | أعلن                                         |
| 2009  | الأسترالية كا Saaya | جيتا سينغ | التصوير                                      |